# Philemon Chisala
Philemon Chisala (ur. 11 listopada 1966) – zambijski piłkarz grający na pozycji napastnika. W swojej karierze rozegrał 1 mecz w reprezentacji Zambii.

## Kariera klubowa
Chisala grał klubie Mufulira Wanderers.

## Kariera reprezentacyjna
W reprezentacji Zambii Chisala zadebiutował 9 marca 1990 roku w zremisowanym 0:0 grupowym meczu Pucharu Narodów Afryki z Senegalem. Z Zambią zajął 3. miejsce w tym turnieju, a mecz z Senegalem był jego jedynym rozegranym w kadrze narodowej.